# Bloodbath (album)
Bloodbath – czwarty album thrashmetalowego zespołu Suicidal Angels wydany w 2012 roku.

## Lista utworów
1. Bloodbath - 04:41
2. Moshing Crew - 03:51
3. Chaos (The Curse Is Burning Inside) - 04:35
4. Face Of God - 03:36
5. Morbid Intention To Kill - 06:07
6. Summoning Of The Dead - 04:21
7. Legacy Of Pain - 03:32
8. Torment Payback - 02:55
9. Skinning The Undead - 03:22
10. Bleeding Cries - 06:01

## Twórcy
- Angelos Kritsotakis - gitara basowa
- Orpheas Tzortzopoulos - perkusja
- Panos Spanos - gitara
- Nick Melissourgos - gitara, śpiew